# آوجی‌لار
آوجیلار (ترکی استانبولی: Avcılar) از ناحیه‌های قسمت اروپایی استانبول که در استان استانبول از ناحیه مرمره قرار گرفته‌است. طبق آخرین سرشماری به سال ۲۰۱۲ میلادی این ناحیه ۳۹۵٬۲۷۴ نفر جمعیت دارد.

## تاریخچه
ناحیه آوجیلار در تاریخ ۲۷ مه ۱۹۹۲ تاسیس شد.

## ساختار اداری
ناحیه آوجیلار از ۱۰ محله تشکیل می‌شود:
مرکز آوجیلار Avcılar Merkez
انبارلی Ambarlı
جهانگیر Cihangir
گوموش‌پالا Gümüşpala
دنیزکوشک‌لر Denizköşkler
دانشگاه Üniversite
مصطفی کمال پاشا Mustafa Kemal Paşa
فیروزکوی Firuzköy
تخته‌قلعه Tahtakale
یشیل‌کنت Yeşilkent